# 1999-es strandlabdarúgó-világbajnokság
Az 1999-es strandlabdarúgó-világbajnokság volt az 5. világbajnokság a standfutball történetében. A tornát 1999. január 10. és január 17. között rendezték meg Brazíliában, Rio de Janeiróban. A világbajnoki trófeát a brazil csapat szerezte meg.

## Résztvevők
Rendező:
- Brazília (Dél-amerikai zóna)

Európai zóna
- Franciaország
- Olaszország
- Portugália
- Spanyolország

Dél-amerikai zóna
- Peru
- Uruguay

Észak-amerikai zóna
- Egyesült Államok
- Kanada

Ázsiai zóna
- Japán
- Malajzia

Afrikai zóna
- Dél-afrikai Köztársaság

## Eredmények

### Csoportkör
| Jelmagyarázat                 |
| ----------------------------- |
| Továbbjutott a csoportkörből. |
| Kiesett a csoportkörből.      |

#### A csoport
| Csapat        | M | Gy | D | V | G+ | G– | Gk  | P |
| ------------- | - | -- | - | - | -- | -- | --- | - |
| Brazília      | 2 | 2  | 0 | 0 | 25 | 10 | +15 | 6 |
| Japán         | 2 | 1  | 0 | 1 | 12 | 14 | –2  | 3 |
| Franciaország | 2 | 0  | 0 | 2 | 9  | 22 | –13 | 0 |

| 1999. január 10. |

| Brazília | 15–5 | Franciaország |
| -------- | ---- | ------------- |
|          |      |               |

| Copacabana |

| 1999. január 11. |

| Brazília | 10–5 | Japán |
| -------- | ---- | ----- |
|          |      |       |

| Copacabana |

| 1999. január 12. |

| Japán | 7–4 | Franciaország |
| ----- | --- | ------------- |
|       |     |               |

| Copacabana |

#### B csoport
| Csapat                  | M | Gy | D | V | G+ | G– | Gk  | P |
| ----------------------- | - | -- | - | - | -- | -- | --- | - |
| Uruguay                 | 2 | 2  | 0 | 0 | 15 | 4  | +11 | 6 |
| Spanyolország           | 2 | 1  | 0 | 1 | 8  | 6  | +2  | 3 |
| Dél-afrikai Köztársaság | 2 | 0  | 0 | 2 | 1  | 14 | –13 | 0 |

| 1999. január 10. |

| Uruguay | 10–0 | Dél-afrikai Köztársaság |
| ------- | ---- | ----------------------- |
|         |      |                         |

| Copacabana |

| 1999. január 11. |

| Spanyolország | 4–1 | Dél-afrikai Köztársaság |
| ------------- | --- | ----------------------- |
|               |     |                         |

| Copacabana |

| 1999. január 12. |

| Uruguay | 5–4 | Spanyolország |
| ------- | --- | ------------- |
|         |     |               |

| Copacabana |

#### C csoport
| Csapat      | M | Gy | D | V | G+ | G– | Gk | P |
| ----------- | - | -- | - | - | -- | -- | -- | - |
| Peru        | 2 | 2  | 0 | 0 | 6  | 2  | +4 | 6 |
| Kanada      | 2 | 1  | 0 | 1 | 6  | 6  | 0  | 3 |
| Olaszország | 2 | 0  | 0 | 2 | 5  | 9  | –4 | 0 |

| 1999. január 10. |

| Peru | 2–1 | Kanada |
| ---- | --- | ------ |
|      |     |        |

| Copacabana |

| 1999. január 11. |

| Peru | 4–1 | Olaszország |
| ---- | --- | ----------- |
|      |     |             |

| Copacabana |

| 1999. január 12. |

| Kanada | 5–4 | Olaszország |
| ------ | --- | ----------- |
|        |     |             |

| Copacabana |

#### D csoport
| Csapat           | M | Gy | D | V | G+ | G– | Gk  | P |
| ---------------- | - | -- | - | - | -- | -- | --- | - |
| Portugália       | 2 | 2  | 0 | 0 | 11 | 4  | +7  | 6 |
| Egyesült Államok | 2 | 1  | 0 | 1 | 9  | 7  | +2  | 3 |
| Malajzia         | 2 | 0  | 0 | 2 | 9  | 22 | –13 | 0 |

| 1999. január 10. |

| Egyesült Államok | 7–2 | Malajzia |
| ---------------- | --- | -------- |
|                  |     |          |

| Copacabana |

| 1999. január 11. |

| Portugália | 6–2 | Malajzia |
| ---------- | --- | -------- |
|            |     |          |

| Copacabana |

| 1999. január 12. |

| Egyesült Államok | 2–5 | Portugália |
| ---------------- | --- | ---------- |
|                  |     |            |

| Copacabana |

### Egyenes kieséses szakasz

#### Negyeddöntők
| 1999. január 13. |

| Uruguay | 7–6 | Egyesült Államok |
| ------- | --- | ---------------- |
|         |     |                  |

| Copacabana |

| 1999. január 13. |

| Portugália | 6–1 | Spanyolország |
| ---------- | --- | ------------- |
|            |     |               |

| Copacabana |

| 1999. január 14. |

| Peru | 7–3 | Japán |
| ---- | --- | ----- |
|      |     |       |

| Copacabana |

| 1999. január 14. |

| Brazília | 7–4 | Kanada |
| -------- | --- | ------ |
|          |     |        |

| Copacabana |

#### Elődöntők
| 1999. január 15. |

| Portugália | 5–2 | Peru |
| ---------- | --- | ---- |
|            |     |      |

| Copacabana |

| 1999. január 15. |

| Brazília | 5–2 | Uruguay |
| -------- | --- | ------- |
|          |     |         |

| Copacabana |

#### Bronzmérkőzés
| 1999. január 16. |

| Uruguay | 7–6 | Peru |
| ------- | --- | ---- |
|         |     |      |

| Copacabana |

#### Döntő
| 1999. január 17. |

| Brazília | 5–2 | Portugália |
| -------- | --- | ---------- |
|          |     |            |

| Copacabana |

| Az 1999-es strandlabdarúgó-világbajnokság győztese |
| -------------------------------------------------- |
| BRAZÍLIA 5. cím                                    |

## Külső hivatkozások
- rsssf.com (angolul)